# Green Room (film)
Pour les articles homonymes, voir Green room.
Pour plus de détails, voir Fiche technique et Distribution.
Green Room est un thriller horrifique américain écrit et réalisé par Jeremy Saulnier, sorti en 2015.
Ce film a été sélectionné parmi la « Quinzaine des réalisateurs » au Festival de Cannes, le 17 mai 2015.
Le film débute alors qu'un meurtre se produit au cours du concert d'un groupe punk donné dans l'Oregon. Cet événement oblige les artistes à rester sur place, assiégés par une bande de skinheads prêts à tout pour éliminer tout témoin gênant.

## Synopsis
Pat, Sam, Tiger et Reece forment ensemble le groupe punk The Ain't Rights. Ils font le tour des États-Unis à bord de leur van, jouant dans des bars de petites villes.
Après un énième concert pour lequel ils seront payés quasi-rien, un étudiant journaliste punk leur propose de jouer en première partie pour un concert situé dans un repaire à skinhead, pas très loin de Portland, le tout pour près de 350$. Le groupe accepte.
Arrivés sur place, le groupe est accueilli très froidement par la foule. Tandis qu'ils se changent dans la loge (green room en anglais), Pat propose une "idée stupide": commencer leur show avec une reprise de la chanson antinazie Nazi Punks Fuck Off!. Au bout de 3 chansons, le groupe est invité a s'arrêter là.
Alors qu'ils s'apprêtent à partir, Sam se souvient qu'elle a oublié son téléphone dans la loge. Pat y va à sa place pour le récupérer mais tombe sur une scène de meurtre. Emily, membre des Cowcatcher, gît au sol, un couteau planté dans la tête, tandis que les autres membres du groupe sont autour d'elle, en état de choc. Paniqué, il s'enfuit en courant tout en essayant d'appeler la police et de prévenir ses amis, mais tous sont rapidement arrêtés par les néo-nazis puis ramenés dans la loge. Un videur armé, les empêche d'en sortir.
Gabe, un des employés du lieu, paye 2 skinheads afin que l'un poignarde l'autre, faisant croire à la police qu'il n'y a eu aucun meurtre mais juste une bagarre qui a dégénérée. La police les croit et repart. Au même moment, Darcy, le patron des lieux, arrive sur place et élabore un plan afin qu'aucun témoin ne parle de cette histoire. Il recrute 4 skinheads, tous décidés à tuer les témoins. Il vient ensuite négocier auprès des Ain't Rights, qui, entre-temps, ont réussi à retourner la situation dans la loge et à prendre l'arme du videur. Il leur demande de donner le pistolet, ce que le groupe accepte, à condition qu'ils puissent garder les balles. Au moment où Pat sort son bras de la porte entrouverte pour donner l'arme, Amber, membre des Cowcatcher, aussi enfermée avec eux, se rend compte que c'est un piège. Les skinheads cachés de l'autre côté de la porte, attrapent le bras de Pat et l'assènent de coups de couteau, le blessant gravement. Dans la panique, le videur en profite pour essayer de se libérer, mais il est battu par Reece puis tué par Amber.
Cherchant un moyen de s'enfuir, le groupe découvre un laboratoire situé sous la loge, permettant aux skinheads de fabriquer de la drogue, mais la sortie est bloquée. Les survivants tentent le tout pour le tout: ils s'arment avec les objets qu'ils ont à disposition dans la loge, prêts à en découdre. Sauf qu'une fois la porte ouverte, ils sont surpris de voir que personne ne les attend de l'autre côté et que la salle de concert est entièrement vide. Un néonazi rentre dans la salle avec un chien de combat, puis l'envoie sur Tiger qui meurt de ses morsures. Reece s'enfuit en sautant par une fenêtre mais est poignardé à mort par un autre skinhead qui l'attendait dehors. Après avoir réussi à repousser le chien grâce au larsen produit par le micro dans la salle, Pat, Amber et Sam battent en retraite dans la loge.
Darcy décide d'envoyer un autre skinhead, Daniel, afin qu'il tue les 3 derniers survivants. Une fois dans la loge, Daniel décide d'abord de leur parler afin de comprendre les raisons pour lesquelles le meurtre a eu lieu. Amber lui explique qu'Emily venait d'annoncer aux autres membres du groupe qu'elle ne souhaitait plus vivre comme une skinhead, ce qui a déplu à Werm, le leader du groupe, qui l'a poignardé. Au même moment, Darcy, ayant des doutes sur Daniel, fouille sa voiture et comprend qu'Emily et lui étaient proches et sur le point de s'enfuir ensemble.
Daniel accepte d'aider le groupe à s'enfuir mais au moment où ils ressortent de la loge, le barman les attend avec un fusil à pompe et tire sur Daniel qui meurt sur le coup. Pat tue le barman et les survivants prennent son fusil afin de se défendre à la sortie de la salle. Sauf qu'une fois dehors, ils sont accueillis par une bande de skinhead armés. Un échange de tir a lieu, Sam tire sur un des chiens d'attaque avant que celui-ci ne la tue, tandis qu'Amber, blessée par un tir, retourne avec Pat dans la loge.
Alors que le soleil est en train de se lever, Darcy demande aux derniers skinheads survivants de mettre en scène la mort du groupe pour donner l'impression qu'ils ont été tués lors d'une intrusion dans sa propriété. Gabe, quant à lui, nettoie le massacre commis dans le bar, pendant que Jonathan et Kyle sont envoyés avec un autre chien d'attaque afin de tuer Pat et Amber.
Pat et Amber élaborent un dernier plan afin de battre les néonazis pour de bon. Ils utilisent à nouveau le retour du microphone pour recréer un larsen et effrayer le chien. Pat attire ensuite Jonathan dans le laboratoire de drogue situé sous la loge. Alors que Kyle reste dans la loge, Amber, cachée sous les coussins du canapé, le prend par surprise et lui tranche la gorge avec un cutter. Pat et Jonathan se battent, puis Amber se faufile et tire sur Jonathan dans la tête. Gabe arrive dans la loge, trouve ses compagnons morts et se rend à Pat et Amber.
Le duo tient Gabe sous la menace d'une arme et l'emmène chez Darcy. Une fois sur place, Pat et Amber laissent Gabe se rendre dans une ferme voisine pour appeler les autorités. Ils affrontent ensuite Darcy accompagné de 2 autres skinheads et les tuent. Epuisés par leur nuit cauchemardesque, ils s'assoient sur le bord de la route, attendant l'arrivée de la police.

## Fiche technique
Sauf indication contraire, les informations mentionnées dans cette section peuvent être confirmées par la base de données cinématographiques IMDb,  présente dans la section « Liens externes ».
- Titre original : Green Room
- Réalisation et scénario : Jeremy Saulnier
- Direction artistique : Benjamin Hayden
- Costumes : Amanda Needham
- Photographie : Sean Porter
- Montage : Julia Bloch
- Musique : Brooke Blair et Will Blair
- Production : Anish Savjani, Neil Kopp et Victor Moyers
- Sociétés de production : Broad Green Pictures et Film Science
- Société de distribution : A24
- Budget : 5 000 000 $[2]
- Pays de production :  États-Unis
- Langue originale : anglais
- Format : couleur — 2,35:1 — son Dolby numérique
- Genres : horreur, thriller
- Durée : 95 minutes
- Dates de sortie :
  - France : 17 mai 2015 (Festival de Cannes) ; 27 avril 2016[3] (nationale)
  - Suisse : 4 juillet 2015 (Festival de Neuchâtel) ; 27 avril 2016 (Suisse romande)
  - États-Unis : 1er avril 2016 (nationale)
- Classification :
  - États-Unis : Rated R for strong brutal graphic violence, gory images, language and some drug content
  - France : interdit aux moins de 12 ans avec avertissement
  - Suisse : âge légal : 16 ans ; âge conseillé : 18 ans

## Distribution
- Anton Yelchin (VF : Gauthier Battoue) : Pat
- Imogen Poots (VF : Jessica Monceau) : Amber
- Patrick Stewart (VF : Pierre Dourlens) : Darcy
- Alia Shawkat (VF : Angèle Humeau) : Sam
- Callum Turner (VF : Jim Redler) : Tiger
- Joe Cole (VF : Alexis Ballesteros) : Reece
- Macon Blair (VF : Dimitri Rataud) : Gabe
- Mark Webber : Daniel
- Taylor Tunes : Emily
- Brent Werzner (VF : Cédric Ingard) : Werm
- Kai Lennox (VF : Yann Guillemot) : Clark
- Eric Edelstein : Big Justin
- Samuel Summer : Jonathan
- David W. Thompson (VF : Gabriel Bismuth-Bienaimé) : Tad

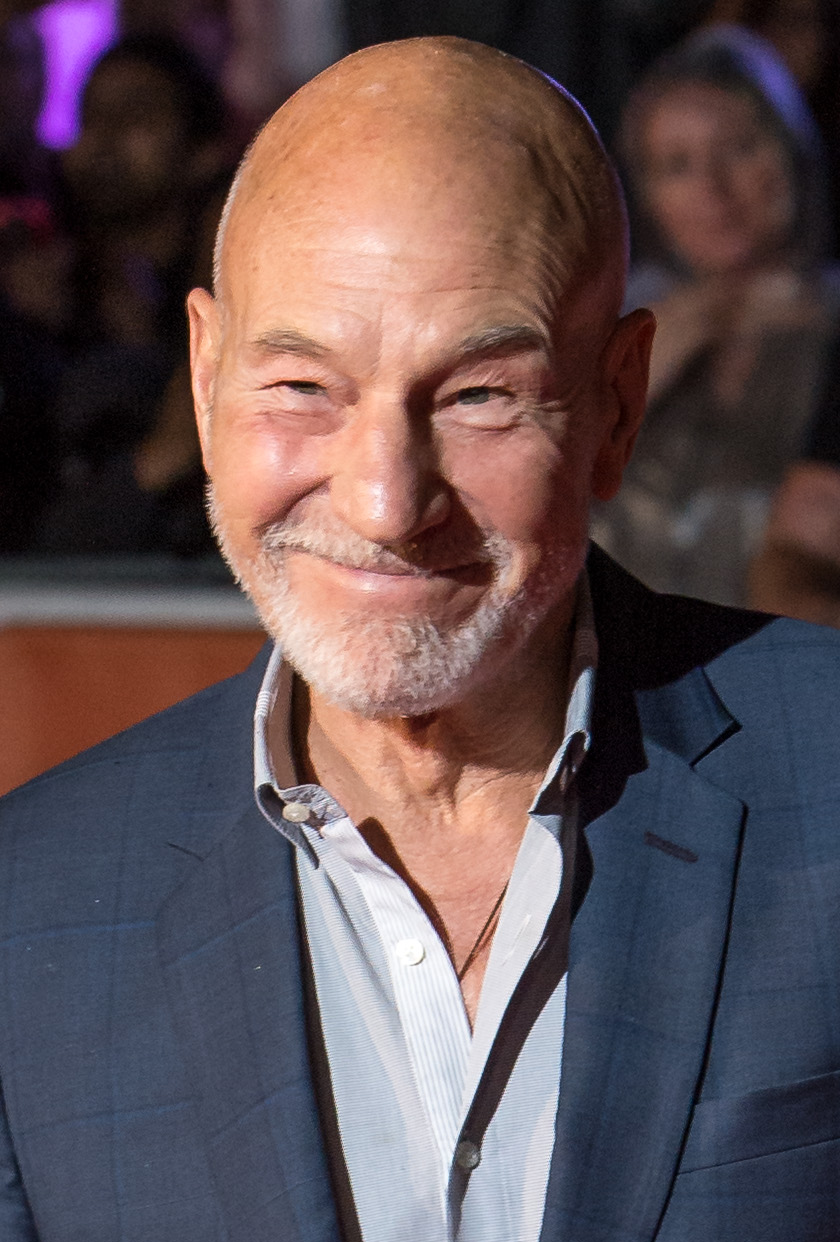
L'acteur anglais Patrick Stewart, pour la présentation du film au TIFF 2015.

- October Moore (VF : Caroline Espargilière) : Cop

Source doublage

## Box-office
- France : 50 285 entrées[5]

## Distinctions et sélections

### Nominations
- Festival de Cannes 2015 : Sélection « Quinzaine des réalisateurs »

### Récompenses
- Festival international du film fantastique de Neuchâtel 2015 : Prix H. R. Giger « Narcisse du Meilleur Film », Prix RTS du public, Prix de la Jeunesse Denis-de-Rougemont